# 阿龙 (马耶讷省)
阿龙（法語：Aron，法語發音：[aʁɔ̃]）是法国马耶讷省的一个市镇，属于马耶讷区。

## 地理
阿龙（48°17'51"N, 0°33'30"W）面积32.85 平方千米，位于法国卢瓦尔河地区大区马耶讷省，该省份为法国西北部内陆省份，北起芒什省和奧恩省，西接伊勒-维莱讷省，南至曼恩-卢瓦尔省，东临萨尔特省。
与阿龙接壤的市镇（或旧市镇、城区）包括：拉巴佐日蒙潘松、贝尔雅尔、尚佩翁、格拉宰、瑞布兰、马尔西耶城、马耶讷、圣弗兰博-德普里耶尔。

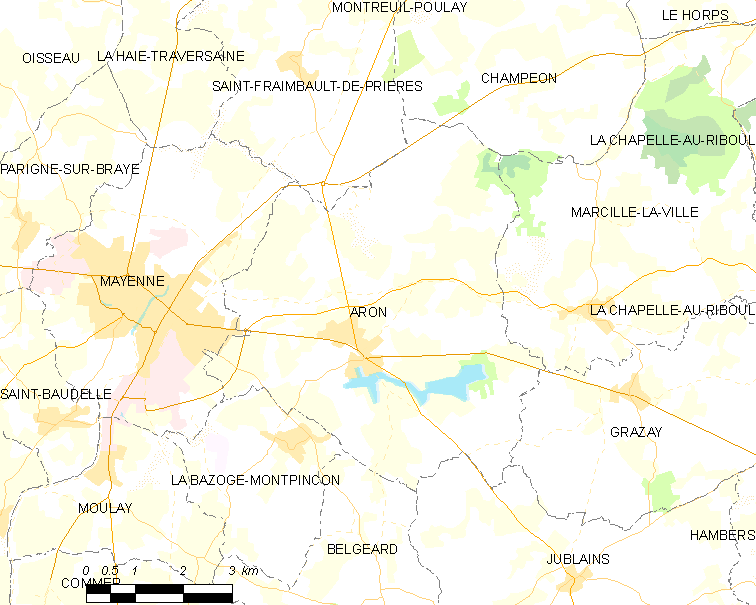
的OSM定位图

阿龙的时区为UTC+01:00、UTC+02:00（夏令时）。

## 行政
阿龙的邮政编码为53440，INSEE市镇编码为53008。

## 政治
阿龙所属的省级选区为拉赛堡县。

## 人口

1962-2008年间人口变化图示

阿龙于2022年1月1日时的人口数量为1830人。